# 藤田卓也
藤田卓也（ふじた たくや）は、日本の作曲家、編曲家、作詞家。ZAZA所属。

## 経歴
2016年7月、水樹奈々「STARTING NOW!」で作曲家としてデビュー。
乃木坂46やももいろクローバーZといったアイドル・シンガーなどへの楽曲提供やライブ用音源制作を行っている。

## 楽曲提供
アーティスト名：五十音順。
 アイドル7 
- 「BE YOUR ETERNITY」

 AMEFURASSHI（アメフラっシ）
- 「明後日の方向へ走れ」
- 「STATEMENT」
- 「雑踏の中で」
- 「Hymn for Runners」[2]
- 「Staring at you」

 in NO hurry to shout; 
- 「ハイスクール（MOVIE SIDE）」（作曲・編曲）

 ukka（桜エビ〜ず） 
- 「時間。光り輝く螺旋の球。」（作曲）[3]
- 「まわるまわるまわる」（作曲）
- 「さいしょのさいしょ」（作曲）

 AKB48グループ 
- SKE48
  - 「入り口」（作曲・編曲）

- NGT48
  - 「希望列車」（作曲・編曲）

- STU48
  - 「Be honest」（作曲・編曲）

 A.B.C-Z 
- 「さぁ生きまくれ! wonderful life!」（共作曲）

 エレファンク庭 
- 「DADA」（作曲）
- 「エウレカ！エウレカ！」（作曲）
- 「地元Love」（作曲）
- 「札束ビンタ」（作曲）
- 「立つ鳥跡を濁せ」（共作曲）[4]

 小倉唯 
- 「FARAWAY」[5]

 神谷浩史 
- 「大吉中吉小吉」（作曲）

 GUMCHOP 
- 「人間」（作詞）
- 「深海」（作詞）
- 「チョコπ」（作詞）

 来栖りん 
- 「Believer」（編曲[6]）
- 「ヒロイン」（編曲[6]）

 坂道シリーズ 
- 乃木坂46
  - 「My rule」（作曲・編曲）
  - 「アトノマツリ」（作曲・編曲）

- 櫻坂46
  - 「恋は向いてない」（作曲・編曲）
  - 「標識」（作曲・編曲）

- 日向坂46
  - 「思いがけないダブルレインボー」（作曲）

 777☆SISTERS 
- 「NATSUKAGE-夏陰」[7]

 DAN⇄JYO 
- 「最強ターゲット」
- 「以心伝心トゥナイトラッキー」
- 「独DANJYO」

 DAN（DAN⇄JYO） 
- 「Sing Along」（作曲）

 chay 
- 「大切な色彩」

 超特急 
- 「超越マイウェイ」
- 「超ネバギバDANCEリミックス（イントロダクション）」
- 「TEFB OVERTURE」

 寺嶋由芙 
- 「知らない誰かに抱かれてもいい」 - 詞先のコンペで70曲の中から選ばれた。決め手は「一番キャッチーだったから」という[8]。
- 「恋の大三角関係」（作曲）[9][10]
- 「彼氏ができたの」（作曲・編曲）[11]
- 「君より大人」（作曲）

 超ときめき♡宣伝部（ときめき♡宣伝部） 
- 「きみに夢中ガール」（作詞・作曲）
- 「超ステップアップ」（共作詞）
- 「もっともっと もうちょっと」

 戸松遥 
- 「ラスタート」（作曲）

 中村千尋 
- 「失恋の神さま」（編曲）
- 「悲しみは記念になる」
- 「恋愛サイコパス」
- 「来ちゃった？」
- 「もくじBOY」

 NORD 
- 「誰よりも君と」（作曲・編曲）
- 「ハジマリスト」（作曲・編曲）
- 「Lover's Flavor」（作曲・編曲）
- 「キミスペクタクル」

 橋本裕太 
- 「冬」（共作詞・作曲・編曲）
- 「おかえり」（共作詞・作曲）

 PINK CRES. 
- 「サプリ」（作曲）

 48
- 「クリスマス大作戦」（作曲・編曲）

 B.O.L.T 
- 「ここから」（作詞・作曲・編曲）

 水樹奈々 
- 「STARTING NOW!」（作曲） - TVアニメ『この美術部には問題がある!』オープニングテーマ[12]

 耳ーズ
- 「NEMIMIに耳ーズ」（作詞・作曲・編曲）

 宮本佳林 
- 「トランジットタイム」（作曲・編曲）

 妄想キャリブレーション 
- 「帰り道」[13]

 ももいろクローバーZ 
- 「stay gold」（作曲・編曲） - テレビドラマ『チート〜詐欺師の皆さん、ご注意ください〜』主題歌。「いかに力強い曲を作れるか」を重視して作ったという[14]。

 ラストアイドル 
- 「どれくらい好きになれば」（作曲・編曲）

 ラフ×ラフ 
- 「かわいいスイッチ」（編曲）

 RECOJO 
- 「Shangri-Love」（作曲・編曲）[15]
- 「お願いアドラー」（作曲）
- 「イチカバチカ」（作曲）

 Lefty Hand Cream 
- 「ぎゅっと。」（編曲） - もさを。のカバー
- 「卒業の日」（編曲） - サスケのカバー

 金時琴子（CV：Lyyn） 
- 「風になる」（作詞・作曲・編曲）

 ロッカジャポニカ 
- 「記憶のサイズ」（作曲・編曲）